# Шандор Лоранд
Шандор Лоранд (на унгарски: Lorand Sándor) е унгарски лекар, психоаналитик и професор по психиатрия, пионер в психоанализата.

## Биография
Роден е на 2 декември 1893 година в Каса, Унгария (днес Кошице, Словакия), в ортодоксално еврейско семейство на фермери. Лоранд първо изучава теология, после философия (докторска степен) и накрая медицина в Университета в Пресбург (сега Братислава), където получава медицинска степен през 1920 г.
Психоаналитичният конгрес в Будапеща през 1918 г. го впечатлява толкова много, че решава да стане психоаналитик. Открива ръкописите на Шандор Ференци и започва да му пише, за да дискутира теорията за хипнотичното внушение и също така посещава лекции на Ференци в медицинските факултети. Докато работи като лекар към болницата в Кошице, Чехия, Лоранд урежда през 1921 г. Ференци да представи своята книга „Психоанализа за общо практикуващи“ (Psychoanalysis for the General Practitioner) пред колегите си. През 1923 – 1924 г. Лоранд е анализиран от Ференци и провежда обучителна работа с Пол Федерн и Вилма Ковач.
Умира на 29 юли 1987 година в Ню Йорк на 93-годишна възраст.